# Lintjärnen (Högsäters socken, Dalsland)
Lintjärnen är en sjö i Färgelanda kommun i Dalsland och ingår i Örekilsälvens huvudavrinningsområde.